# Scappoose
Scappoose és una població dels Estats Units a l'estat d'Oregon. Segons el cens del 2000 tenia 4.976 habitants.

## Demografia
Segons el cens del 2000, Scappoose tenia 4.976 habitants, 1.888 habitatges, i 1.393 famílies. La densitat de població era de 781 habitants per km².
Dels 1.888 habitatges en un 38,1% hi vivien nens de menys de 18 anys, en un 59% hi vivien parelles casades, en un 10,3% dones solteres, i en un 26,2% no eren unitats familiars. En el 21,7% dels habitatges hi vivien persones soles el 8,8% de les quals corresponia a persones de 65 anys o més que vivien soles. El nombre mitjà de persones vivint en cada habitatge era de 2,62 i el nombre mitjà de persones que vivien en cada família era de 3,04.
Per edats la població es repartia de la següent manera: un 28% tenia menys de 18 anys, un 7,5% entre 18 i 24, un 30,9% entre 25 i 44, un 22,1% de 45 a 60 i un 11,5% 65 anys o més.
L'edat mediana era de 36 anys. Per cada 100 dones de 18 o més anys hi havia 93,3 homes.
La renda mediana per habitatge era de 47.796$ i la renda mediana per família de 55.616$. Els homes tenien una renda mediana de 43.625$ mentre que les dones 27.346$. La renda per capita de la població era de 20.837$. Aproximadament el 4,5% de les famílies i el 6,1% de la població estaven per davall del llindar de pobresa.

## Poblacions més properes
El següent diagrama mostra les poblacions més properes.